# Le Faiseur d'or
Le Faiseur d'or est la soixante-troisième histoire de la série Spirou et Fantasio. Elle est publiée pour la première fois dans Spirou du no 1624 au no 1646.  L'album éponyme contient à la fois cette histoire, et deux autres récits plus courts : Un Noël clandestin, qui met en scène Jean-Baptiste, un pauvre homme au cœur d'or qui passe son Noël 1969 avec son ami, le jeune et riche Henri, ainsi que Spirou et Fantasio, puis Le Champignon nippon, première partie de l'histoire qui trouve sa conclusion dans l'album Du glucose pour Noémie.

## Résumé
Un soir, le Comte de Champignac déclare à la télévision à ses interlocuteurs éberlués qu'il connait l'emplacement du livre de Nicolas Flamel contenant le secret de la fabrication de l'or. Pressentant les ennuis, Spirou se rend le lendemain à Champignac-en-Cambrousse avec Fantasio, Spip et le Marsupilami. Fantasio veut faire une interview du Comte. Mais à la suite de contretemps (Fantasio oublie sa pellicule, crevaison sur la route alors qu'ils n'ont pas de roue de secours et doivent faire remorquer leur véhicule par le garagiste), ils arrivent trop tard. Car sur place, ils découvrent Zorglub inconscient, qui leur révèle une fois réveillé que des bandits ont enlevé le Comte. Il craint d'avoir reconnu Zantafio parmi les agresseurs. Ils n'ont laissé pour seule trace qu'un bouchon de vidange de leur fourgon avec lequel joue le Marsupilami. Le garagiste qui ramène leur véhicule au château du Comte leur indique qu'il provient d'un véhicule Peugeot. De plus en suivant la piste d'une fuite d'huile, Spirou et Fantasio rencontrent le maire suspicieux qui leur révèle qu'une voiture de livraison de Monsieur Toublanquilet a été volée. 
Spirou et Fantasio retrouvent le véhicule abandonné et volé des ravisseurs, tombé en panne à cause de la fuite d’huile. Puis ils retrouvent leur trace grâce à une indication sur une caisse que contenait le fourgon. Le comte de Champignac accepte de donner à Zantafio la recette d’une mixture pour guérir P’tite Fleur, paralysé par la zorglonde de Zorglub lors de leur irruption initiale au château. Mais une fois P’tite Fleur rétabli, Zantafio le déguise et le maquille en sosie de Spirou, faisant semblant de le torturer pour faire avouer le Comte de Champignac.
Spirou et Fantasio interviennent trop tard car le comte s’est fait berner et leur a révélé que Zorglub avait le livre… De plus, Zantafio les surprend armé par derrière. Tous trois se font ligoter dans une pièce avec une bonbonne de gaz qui menace d’exploser ; heureusement le Marsupilami vient les délivrer comme appelé par son instinct.
Une fois de plus, ils arrivent trop tard à Champignac-en-Cambrousse car les trois bandits ont déjà fait une nouvelle fois irruption en surprenant une conversation houleuse entre le maire de Champignac et Zorglub. Zorglub, énervé car le maire ne croyait pas à cette histoire de livre, lui a présenté sans se douter que Zantafio arrivait. Après avoir assommé le maire et Zorglub, les bandits sont partis à Bure-les-Sylvettesen prononçant le nom du village sans repérer Célestin Dupilon, alors étendu ivre à l’extérieur du château. Celui-ci rentre alors dans le château puisque la porte est ouverte puis, surpris de retrouver le maire et Zorglub étendus, leur administre inconscient du fait de son alcoolisme au hasard des produits trouvés dans une armoire du Comte pour les remettre sur pied ; ce qui conduit bien au contraire à leur faire apparaitre des tâches vertes sur la peau. Spirou comprend malgré les propos insensés de Dupilon qu’il entendu les voleurs prononcer le bourg où ils se cachent cependant comme il est toujours ivre, Fantasio n’arrive pas à lui soutirer l’information. Néanmoins, en l’absence des deux héros, il prononce le nom de la commune au Marsupilami qui le répète le soir devant Spirou.
Spirou et Fantasio se rendent dès le lendemain dans le village éloigné à des heures de route. Alors qu’ils dînent dans la seule auberge du village, le patron  du restaurant leur dit parce qu’ils sont étrangers ici de ne pas visiter le Castel maudit où de mauvaises légendes circulent. Spirou comprend dès lors qu’il s’agit de la planque de Zantafio. Mais celui-ci est averti par téléphone de son arrivée par le même aubergiste qui a reçu pour consigne de signaler tout visiteur étranger, sans toutefois ni connaitre Spirou et Fantasio ni l’enjeu. Zantafio et ses acolytes font éloigner Spirou et Fantasio qui viennent le soir grâce à des images projetées par diapositives et des sons grâce à des magnétophones et haut-parleurs dissimulés dans les arbres. Spirou le comprend mais il est électrocuté sur une clôture qu'il n'avait pas vue dans la pénombre. Lui et Fantasio renoncent pour le soir tout en promettant de revenir.
Ils retournent à l'auberge. Spirou, parce qu'il est victime de migraines, descend à la réception pour réclamer de l'aspirine. C'est alors qu'il entend une discussion par talkie-walkie entre Zantafio et l'aubergiste, réalisant que ce dernier était un complice. Au petit déjeuner, il lui fait alors croire qu'il renonce à retourner au Castel maudit pour tromper Zantafio.
Ils se remettent en route dans la journée et atteignent le Castel Maudit. Zantafio qui a enfermé ses deux comparses pour ne pas avoir à partager le butin que la machine pourrait engendrer, prend la fuite après avoir surpris les deux héros près de la machine à faire de l'or qu'il avait fait construire. Spirou se lance à sa poursuite, réussissant à s'agripper à la voiture de Zantafio en sautant depuis une butte mais celui-ci se débarrasse de lui en faisant volontairement des coups de freins et de volants. Mais Spirou parvient à devancer Zantafio en récupérant une moto d'un motard accidenté au passage en coupant à travers les champs alors que le malfrat doit lui suivre des virages avec sa voiture, qui finit par s'encastrer dans un arbre après que Spirou ai jeté une pierre contre la vitre. Spirou récupère alors le livre volé.
Spirou retrouve alors Fantasio qui était resté surveiller la machine et lui révèle qu'au lieu de produire de l'or, celle-ci fabrique du sucre en poudre… Les deux larrons Grabuge et P'tite Fleur ont été libérés de leur cellule mais chassés par le Marsupilami.  Cependant, le Marsupilami, à la suite d'une maladresse, détraque la machine, qui se met à produire de l'or pur… Spirou, Fantasio, le comte de Champignac et Zorglub s'entendent donc pour récupérer la machine et la cacher dans leur demeure de Champignac-en-Cambrousse pour l'étudier. 
Zorglub a retrouvé sa santé et son aspect normal, ce qui n'est pas le cas du maire de Champignac qui se résout à faire passer un discours enregistré par magnétophone et diffusé par des haut-parleurs que Duplumier installerait, étant donné qu'il ne peut pas se présenter dans cet état à la population. Or, durant la nuit, le Comte de Champignac et Zorglub se lèvent pour jouer un tour au maire en trafiquant le magnétophone et ainsi son discours. Quant au maire, sa peau a le lendemain l'apparence du Marsupilami ! Et le discours diffusé, avec l'utilisation fréquente du mot « poil » probablement rajouté par le Comte et Zorglub, faisant allusion à l'état de l'élu, rend les gens étonnés soit hilares.

## Personnages
- Spirou
- Fantasio
- Spip
- Le Marsupilami (dernière apparition de ce personnage dans la série[1])
- Le Comte de Champignac
- Zorglub
- Le Maire de Champignac
- Zantafio
- Monsieur Bicard de Bonate, chimiste (première apparition)
- Paul Mercury, journaliste scientifique (première apparition)
- Monsieur Retrosatanas, docteur en sciences occultes (première apparition)
- Grabuge, complice de Zantafio
- P'tite fleur, complice de Zantafio
- Célestin Dupilon

## Historique
Cette histoire est la première réalisée par Jean-Claude Fournier, et la dernière à mettre en scène le Marsupilami, dont l'auteur précédent, Franquin, possédait les droits. Franquin, afin de passer le relais à son successeur, l'avait autorisé, pour cette histoire, à utiliser le personnage, qu'il s'était cependant réservé de dessiner dans les cases.

## Publication

### Revues
- Spirou n°1624 à n°1646.

### Album
- Le Faiseur d'or